# N.C. Rom
Niels Christian Rom (4. august 1839 i Brøndbyøster – 26. april 1919 på Frederiksberg) var en dansk lærer, husflidsmand, forlægger, bogtrykker, justitsråd, ridder af Dannebrog, Dannebrogsmand.

## Baggrund
N.C. Rom blev født 4. august 1839 i Brøndbyøster ved København som søn af møllebygger, senere møller, Hermann Rom (død 1883) og hustru Christiane, født Møller (død 1891).
1857 tog han privat lærereksamen og blev samme år hjælpelærer på Lolland, fra 1859 var Rom lærer i Bryrup ved Silkeborg og fra 1866 lærer i Føvling ved Horsens. Fra 1866 og til sin død 1919 var han aktiv i husflidsbevægelsen og varm fortaler for husflid. Han var således 1873 grundlægger og fra 1899 formand for Dansk Husflidsselskab. Desuden var han 1874-83 bestyrelsesmedlem og 1878-83 formand i Danmarks Lærerforening, hvor han bl.a. 1877 udvirkede oprettelsen af en enkekasse, som Rom selv skænkede betydelige summer.

## Husflid
N.C. Rom begyndte i 1866 at agitere for husflid gennem artikler i Dansk Landbotidende og ved foredragsrejser rundt i landet. Efter tabet af Slesvig i krigen 1864 startede en bølge af moralsk oprustning med nationale mærkesager, og husflidssagen var en af dem og må betragtes som forløberen for indførelsen af sløjd og håndarbejde som skolefag. Rom var selv aktiv med at lave husflid hjemme, og han studerede husflidens historie og skrev om den.
I en periode på syv år lå N.C. Rom i en skarp strid med bestyrelsen for Dansk Husflidsselskab, som han selv havde medgrundlagt; men Rom var bedre profileret i offentligheden end de andre, og det har kunnet betragtes som en gevinst for husflidsbevægelsen, da stridsøksen kunne begraves og Rom i 1899 blev formand for Dansk Husflidsselskab.
Husflidsselskabet havde som mål at styrke ungdommen moralsk og socialt og uddanne dem i at være selvhjulpne, og især landboungdommen skulle lære at fremstille egne møbler, redskaber og tøj, for ved selvforsyning kunne man klare sig selv for små midler, især i socialt knappe tider.
1875 ophørte han med lærergerningen og flyttede til København som redaktør og udgiver af Husvennen, som han havde grundlagt i 1873,og som blev nedlagt i 1901, og fra 1877 Folkets Almanak. 1876 etablerede han sit eget forlag i København med skolebøger og folkelæsning, blev 1881 redaktør og udgiver af Dansk Husflidstidende, 1888 indehaver af bog- og stentrykkeri
1879 blev han Ridder af Dannebrog, 1898 udnævnt til justitsråd og 1905 Dannebrogsmand. Han bar også den Græske Frelserorden.
13. maj 1860 blev han gift med Louise Rom, født Nicolaisen.
N.C. Rom døde 26. april 1919 og er begravet på Frederiksberg Ældre Kirkegård.

## Skrifter
- Den danske Husflid, dens Betydning og dens Tilstand i Fortid og Nutid, 1871.
- Haandgerningsbog for Ungdommen, 1875, 7. udgave (1894) digitalisert. Udkommet i mange oplag og oversat til hollandsk, svensk og tysk
  - og mange andre skrifter til fremme af dansk husflid